# Martin Lange
Martin Lange, magyarosan Lange Márton (Brassó, 1753. szeptember 12. – Bodok, 1792. június 17.) orvosdoktor, megyei főorvos.

## Élete
Theodor Lange és Anna Benkner fia. Míg szülővárosában a gimnáziumban járt, a gyógyszertárakat is szorgalmasan látogatta, hogy a füvészetben és gyógyszerészetben is szerezzen ismereteket. Testvérbátyjának, Theodor Langénak gondjai alatt nevelkedett, aki akkor gimnáziumi lektor volt. 1773-ban az érettségi és teológiai vizsga letétele után a göttingeni egyetemre ment, ahol a jogot hallgatta; de csakhamar a gyógytudományok felé fordult. Két év múlva a bécsi egyetemen folytatta tanulmányait két éven keresztül, s látogatta az ottani polgári és katonai kórházakat. 1777 végén Nagyszombatba ment, ahol orvosdoktori oklevelet nyert. Hazájába visszatérve Fogarasra hívták meg orvosnak; azonban szülővárosában telepedett le mint gyakorló orvos, ahol három év múlva második főorvos lett. Erdélynek újabb felosztásakor 11 megyére, Háromszék vármegye főorvosának nevezték ki. 1789. április 7-én  a Leopoldina Német Természettudományos Akadémia tagjává választották Antiphanes névvel. II. Lipót alatt az alkotmány visszaállításakor a Barcaság főorvosa lett. A köszvénytől meglepve, 1791-ben Bécsben kért tanácsot az ottani orvosoktól; azonban betegebben, kezein, lábain bénán és beszélőképességéet is elveszítve tért vissza. Midőn a bodoki fürdőben keresett enyhülést, ott hunyt el 1792. június 17-én.

## Újságcikkei
Cikkei a Blumenbach, Mediz. Bibliothek (III. Göttingen, 1788. Geschichte und Beschreibung eines polypenartigen Wurms), a Siebenb. Quartalschriftben (I. 1790. Über die hänfigen Viehseuchen in Siebenbürgen, III. 1793. Plan zur Verbesserung der Hebammen-Anstalten im Burzenländischen Districkte, übergeben dem Kronstädter Magistrate 1791. den 12. Febr. Beschreibung der grossen Cronstädter Pest vom J. 1718. und 19. Aus dem Lateinischen ins Deutsche übersetzt, Albrich János dr. munkája, ford. névtelenül), a Novis Actis phisico-medicis Academiae Naturae curiosorum-ban (V. 1793. Historia Baryocoiae haereditariae, binis familis illustratae, Historia Icterorum epidemicorum.)

## Munkái
1. De opthalmia commentatio medico-chirurgica. Tyrnaviae, 1777. (Doktori dissertatio).
2. Rudimenta doctrinae de peste. Viennae, 1784. (2. javított és bővített kiadás. Rudimenta ... quibus additae sunt Observationes pestis Transylvanicae anni 1786. Offenbach, 1791. Ism. Siebenb. Quartalschrift.)
3. Etwas über den Gebrauch der Schminke. Wien, 1785. (Az orvosi részt írta, az erkölcsit Teutsch János.)
4. Recensio remediorum praecipuorum Transylvanis domesticorum. Offenbach, 1788. (Ism. Siebenb. Quartalschrift IV. 1795.)
5. Von der Glaubwürdigkeit der neuesten Pest berichte aus der Moldau und Walachei (und Beurtheilung der bisherigen Contumazen.) Wien, 1787. (Hozzá adva: Ferro, Nähere Untersuchung der Pestansteckung. Változtatásokkal újra lenyomatva a Sibenb. Quartalschriftben 1793. III. 143-170. 1.)
6. Ueber die hänfigen Viechseuchen in Siebenbürgen und von den vorzüglichsten Mitteln, solchen abzuhelfen. Hermannstadt, 1790. (Magyarul: Az Erdélyországban gyakorta uralkodó marha-dögéről és annak eltávoztatásának jelesebb eszközeiről. Ford. Gödri János. Kolozsvár, 1791.)
7. A leányoknak, anyáknak és gyermekeknek, orvos asszonyjogok, a köz és faluhelyt lakó népnek számára iratott könyv, mely főképpen a faluhelyt lévő bába asszonyoknak kedvekért készíttetett, de minden jó anyáknak is az olvasásra hasznos, és nékiek mint egy ajándék az ő leányjainak férjhez menetelekor ajánltatik. Kolozsvár, Szeben, 1791.
8. A nőtelen és nehézkeseknek az az anyáknak és gyermekeknek az ő különös nyavalyájokban és változásaikban való gyógyításokról és gondviselésekről szóló oktatás ... Dr. Marschal Henrik György által, németből magyarra ford. Gödri János. Kiadta Lange Márton. Ugyanott, 1791.

### Kéziratban
Anni medici c. jegyzőkönyve, melyben minden általa kezelt betegség pontos leírása foglaltatik.